# Туник Євген Юрійович
Євген Юрійович Туник (рос. Евгений Юрьевич Туник; 17 листопада 1984, смт. Красково, СРСР) — російський хокеїст, лівий/центральний нападник. Виступає за «Кубань» (Краснодар) у Вищій хокейній лізі. Кандидат у майстри спорту.
Вихованець хокейної школи «Кристал» (Електросталь). Виступав за «Елемаш» (Електросталь), СКА (Санкт-Петербург), «Кристал» (Електросталь), «Нафтовик» (Леніногорськ), «Бріджпорт-Саунд Тайгерс» (АХЛ), МХК «Крила», «Торос» (Нефтекамськ).
У складі молодіжної збірної Росії учасник чемпіонату світу 2004. У складі юніорської збірної Росії учасник чемпіонату світу 2002.
Досягнення
- Чемпіон ВХЛ (2012)
- Срібний призер юніорського чемпіонату світу (2002).